# Denis Michelis
Œuvres principales
La chance que tu as (2014) Le bon fils (2016) État d'ivresse
Denis Michelis, né le 31 mai 1980 à Siegen (Allemagne), est un journaliste, écrivain et traducteur français. Il vit actuellement à Paris.

## Biographie
Denis Michelis passe sa petite enfance en Allemagne. Après des études de lettres modernes à Lille et un long séjour aux États-Unis, il obtient son diplôme de journaliste à l'IJBA de Bordeaux. Dans un premier temps, il travaille pour plusieurs émissions à Arte, dans des rédactions françaises et allemandes ainsi que pour Entrée libre sur France 5.
Il publie son premier roman La Chance que tu as
aux éditions Stock en août 2014. En 2015, il a suivi une formation de scénariste au CEFPF . La même année, il commence son activité de traducteur d'auteurs allemands. Son deuxième roman, Le Bon Fils aux Éditions Noir sur blanc, est sorti en août 2016. Il est en lice pour le prix Médicis 2016. Son roman État d'ivresse est publié en janvier 2019, toujours aux Editions Noir sur blanc. Encore une journée divine est paru en août 2021 et fait partie de la sélection de la même année pour le prix littéraire du Monde. Son nouveau roman Amour fou, policier grinçant façon cluedo, vient de paraitre (janvier 2024). Une version de Encore une journée divine, adaptée pour le théâtre, verra le jour en janvier 2025. François Cluzet incarnera le rôle de Robert, curieux psychiatre victime de ses démons.

## Œuvre

### Romans
- La Chance que tu as, Paris, Éditions Stock, coll. « La Forêt », 2014  (ISBN 978-2-234-07741-6) Prix Hortense-Dufour
- Le Bon Fils, Lausanne, Les Éditions Noir sur blanc, coll. « Notabilia » no 27, 2016  (ISBN 978-2-88250-425-8)
- État d'ivresse, Lausanne, Les Éditions Noir sur blanc, coll. « Notabilia », 2019  (ISBN 978-2-88250-545-3)
- Encore une journée divine, Les Éditions Noir sur blanc, coll. "Notabilia" , 2021  (ISBN 978-2-88250-692-4)
- Amour Fou, Les Editions Noir sur blanc, coll. "Notabilia", 2024

### Traductions d'œuvres étrangères en français
- Ta fille morte, par Alex Berg, traduit de l'allemand par Denis Michelis, Éditions Jacqueline Chambon Noir, 2016  (ISBN 978-2-330-05803-6)
- La Chambre noire d'Edith Tudor-Hart: Histoire d'une vie, par Peter Stephan Jungk, traduit de l'allemand par Denis Michelis, Editions Jacqueline Chambon, 2016  (ISBN 978-2-330-07034-2)
- Les Pleureuses, par Katie Kitamura, traduit de l'anglais (États-Unis) par Denis Michelis, Editions Stock, coll. « La Cosmopolite », 2017  (ISBN 978-2-234-08192-5)
- Peur, par Dirk Kurbjuweit, traduit de l'allemand par Denis Michelis, Éditions Delcourt Littérature, 2018  (ISBN 978-2-413-00039-6)